# Rio Elias
Der Rio Elias ist ein etwa 12 km langer rechter Nebenfluss des Rio Santana im Süden des brasilianischen Bundesstaats Paraná.

## Geografie

### Lage
Das Einzugsgebiet des Rio Elias befindet sich auf dem Terceiro Planalto Paranaense (Dritte oder Guarapuava-Hochebene von Paraná).

### Verlauf
Sein Quellgebiet liegt auf der Grenze zwischen den beiden Munizipien Bom Sucesso do Sul und Renascença auf 700 m Meereshöhe auf halbem Weg zwischen den beiden Hauptorten in der Nähe der Rodovia Municipal Dom Agostinho.
Der Fluss verläuft in nordwestlicher Richtung. Er bildet in seinem gesamten Verlauf die Grenze zwischen den beiden Munizipien. Er mündet auf 539 m Höhe von rechts in den Rio Santana. Er ist etwa 12 km lang.